# MBN 선거방송
《MBN 선거방송》은 대한민국의 매일방송에 방송한 선거 특집 프로그램이다.

## 변천사

### 종편 개국 이전
- 개표방송 (17대 총선)
- 개표방송 (4회 지선)
- 개표방송 (18대 총선)
- 개표방송 (5회 지선)

### 종편 개국 이후
- 개표방송 (19대 총선)
- 개표방송 (18대 대선)
- 개표방송 (6회 지선)
- 개표방송 (20대 총선)
- 2017 하나되는 대한민국 (19대 대선)
- 2018 하나되는 대한민국 (7회 지선)
- 선택 2020 (21대 총선)
- 선택 2022 (8회 지선)
- 희망 2022 (20대 대선)
- 민심의 선택 2024 (22대 총선)
- 더 나은 내일 (21대 대선)

## 같이 보기
- 개표방송
- 투표